# Szadykierz
Szadykierz – część wsi Gostynie w Polsce, położona w województwie wielkopolskim, w powiecie kaliskim, w gminie Ceków-Kolonia. Szadykierz wchodzi w skład sołectwa Gostynie.
W latach 1975–1998 Szadykierz należał administracyjnie do województwa kaliskiego.